# Letiště Ankara-Esenboğa
Mezinárodní letiště Ankara-Esenboga (IATA: ESB, ICAO: LTAC; turecky Ankara Esenboga Havalimani nebo Esenboga Uluslararasi Havalimani) je mezinárodní letiště v Ankaře, hlavním městě Turecka. Letiště funguje od roku 1955. Název letiště pochází z názvu obce Esenboğa, který v překladu znamená „zdravý býk“. Letiště Esenboğa bylo i jedním z bezpečnostních míst pro přistání raketoplánů NASA

## Poloha
Letiště se nachází severovýchodně od města Ankara, 28 km od centra. Doprava na letiště je možná pomocí taxíků a pomocí autobusů Havas. Cesta mezi letištěm a ankarským obchvatem byla dobudována v létě roku 2006, čímž se zkrátil čas potřebný na jízdu mezi městem a letištěm o mnoho minut.

## Terminály

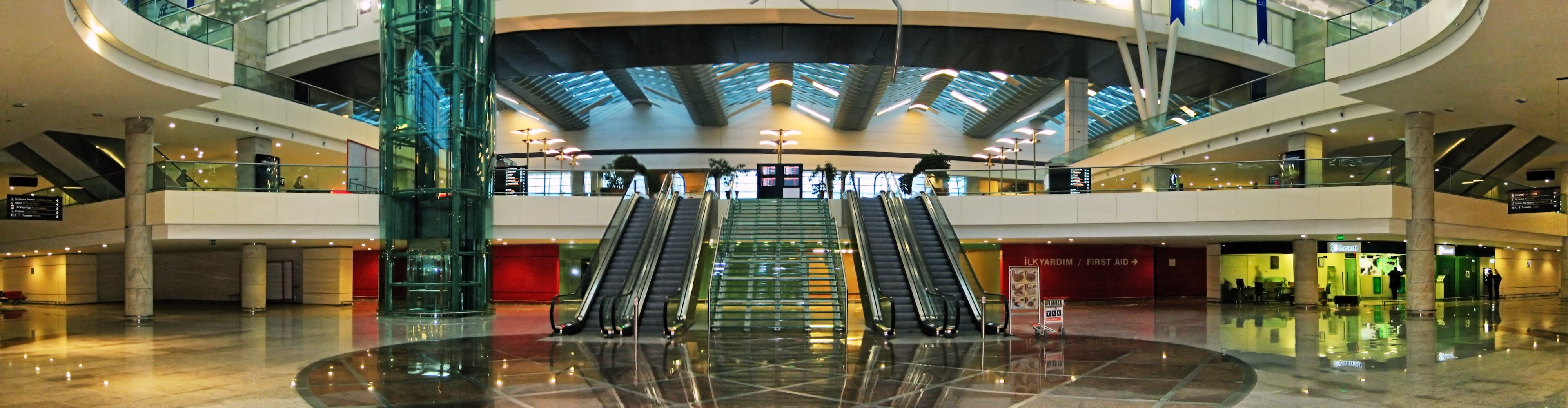
Nový terminál otevřený roku 2006

Kombinovaný terminál pro domácí i zahraniční lety byl nedávno, v říjnu 2006, po dvou letech konstrukčních prací otevřený.
Nové domácí a zahraniční terminály mají v sobě zahrnuty:
- 168 000 m² prostoru
- Kapacitu 10 000 000 cestujících ročně
- 18 odbavovacích mostů pro pasažéry
- 105 check-in pultů
- 34 pultů pasové kontroly
- Parkovací prostory o ploše 123 000 m² a kapacitou pro 4 000 vozů

## Aerolinie a destinace
- Royal Jordanian Airlines (Ammán) (2008)
- Ariana Afghan Airlines (Kábul)
- Atlasjet (Ercan, Istanbul-Atatürk, Siirt, Van)
- Austrian Airlines (Vídeň)
- Azerbaijan airlines (Baku)
- Bestair (Düsseldorf)
- Blue Wings (Düsseldorf)
- bmi (Londýn-Heathrow)
- Condor (Stuttgart)
- Corendon Airlines (Brusel)
- Kyperské turecké aerolinie (Ercan, Frankfurt)
- Germanwings (Kolín / Bonn, Stuttgart)
- Iran Air (Teherán-Imám Chomejní)
- Lufthansa (Mnichov)
- Motor-Sich (Kyjev-Boryspil, Simferopoľ)
- Onur Air (Amsterdam, Antalya, Diyarbakır, İzmir, Teherán-Imám Chomejní)
- Pegasus Airlines (Diyarbakır, Düsseldorf, Ercan, Erzurum, Istanbul-Sabiha Gökçen, Trabzon, Van, Vídeň)
  - Pegasus Airlines jako Izaire (Antalya, Balikesir, Bodrum, Izmir)
- Tarhan Tower Airlines (Istanbul-Atatürk)
- Turkish Airlines (Amsterdam, Basilej, Berlín-Schönefeld, Brusel, Kolín / Bonn, Kodaň, Düsseldorf, Frankfurt, Hannover, Istanbul-Atatürk, Istanbul-Sabiha Gökçen, Londýn-Heathrow, Mnichov, Norimberk, Stockholm, Stuttgart, Teherán-Imám Chomejní, Vídeň)
  - Turkish Airlines jako Anadolujet (Adana, Adıyaman, Ağrı, Antalya, Batman, Bodrum, Dalaman, Diyarbakır, Elazığ, Erzincan, Erzurum, Gaziantep, Hatay, Izmir, Kahramanmaraş, Kars, Malatya , Mardin, Muş, Samsun, Şanlıurfa, Trabzon, Van)
- Turkmenistan Airlines (Ashgabat)